# Сливовый человечек
Сли́вовый человечек (сливовый трубочист, пфлаументоффель, нем. Pflaumentoffel, также Zwetschgenmännla или Zwetschgenmännchen) — детское лакомство в Германии на Рождество, фигурка человечка-трубочиста из приблизительно 14 сушёных или запечённых плодов сливы, нанизанных на деревянные палочки, с головой из бумажного шарика в цилиндре и накидке. В руках сливовый человечек держит бумажную лестницу, обёрнутую металлической фольгой. Производится в пекарнях и кондитерских. Впервые появился в продаже на дрезденском рождественском базаре Штрицельмаркт. Сливовые человечки также продаются на рождественских базарах во Франконии и Баварии и кроме трубочистов также предстают в облике королей, магов и других сказочных персонажей.